# 神山圭介
神山 圭介（かみやま けいすけ、1929年8月3日 - 1985年1月16日）は、日本の作家・小説家。

## 人物
神奈川県横浜市生まれ。本名・金子鉄磨（カネマロ）。東京大学文学部独文科卒。在学中より雑誌『現代文学』に参加。
卒業後、中央公論社に勤めるかたわら執筆活動を行う。
1976年「鴾色の武勲詩」で芥川賞候補。文化学院講師を務めた。

## 著書
- 『盗賊論』現代思潮社 1959 血と薔薇文庫 白順社, 2004
- 『盗賊の風景』出帆社, 1976
- 『鴾色の武勲詩』文芸春秋 1977／文春文庫、1984
- 『英霊たちの応援歌』文芸春秋, 1978／「英霊たちの応援歌 最後の早慶戦」 (文春文庫)2008
- 『浅草の百年 神谷バーと浅草の人々』神谷商事, 1980 踏青社, 1989
- 『修羅の春 吟香と劉生』文芸春秋, 1982

## 典拠
1. ↑  芥川賞のすべて・のようなもの
2. ↑  『文藝年鑑』昭和60年版